# Aulocrania quadrituberculata
Aulocrania quadrituberculata är en insektsart som först beskrevs av Fritze 1908.  Aulocrania quadrituberculata ingår i släktet Aulocrania och familjen vårtbitare. Inga underarter finns listade i Catalogue of Life.